# Такахіро Сіраїсі
Такахіро Сіраїсі  (яп. 白石 隆浩 Сіраїсі Такахіро) ; 9 жовтня 1990, Дзама, Канаґава, Японія — 27 червня 2025, Токіо) — японський серійний вбивця, який зізнався, що в період між 22 серпня та 23 жовтня 2017 року убив 8 дівчат й одного хлопця віком від 15 до 26 років у своєму будинку в місті Дзама.

## Біографія
Народився 9 жовтня 1990 року в місті Дзама (префектура Канагава, Японія). Мав старшу сестру, батько займався автомобільним бізнесом, тому 1994 року сім'я перебралася в місто Йокогама, де Сіраїсі 2009 року закінчив середню школу, після чого до жовтня 2011 року працював у місцевому супермаркеті. За спогадами колег, він чудово справлявся зі своїми обов'язками і навіть був прийнятий до штату постійних співробітників, проте потім, за словами родичів, він раптово звільнився, став депресивним і замкнутим, почав часто змінювати роботи та переміщатися країною, якийсь час жив у Токіо й Ебіні.
Під час проживання в Токіо працював рекламним агентом у компанії, яка надавала за документами роботу молодим жінкам, проте насправді компанія наймала дівчат під виглядом престижної роботи та відправляла їх у різні борделі Токіо. У лютому 2017 року правоохоронні органи викрили фірму та ліквідували, а вже у березні 2017 року Сіраїсі засудили до умовного строку позбавлення волі. Після цього він близько п'яти місяців не міг знайти роботу, оскільки щоразу йому відмовляли через наявність судимості. Сусіди в районі, де жив Сіраїсі, також стали цуратися його через досить гучну для Японії кримінальну справу, все це змусило Сіраїсі повернутися в місто свого дитинства — Дзаму.

## Серія вбивств
Ще в березні 2017 року Сіраїсі завів власну обліковку на Twitter і почав спілкування з молодими дівчатами, які хотіли накласти на себе руки. 18 серпня 2017 року він приїхав до Дзами й оселився у квартирі, оренда якої коштувала 510 000 єн. Схема, за якою діяв злочинець, завжди була однаковою: через соціальні мережі (найчастіше Twitter) Сіраїсі знайомився з дівчиною, яка хотіла вчинити самогубство, і пропонував їй свою допомогу у вчиненні суїциду (у деяких випадках навіть пропонував вчинити самогубство разом).
Після того як жертва погоджувалася на зустріч з Сіраїсі, той заманював її у своє житло, після чого або нападав відразу (зв'язував кабелем, а потім ґвалтував і душив заздалегідь приготованою мотузкою) або пропонував випити разом з ним, попутно підмішуючи в напій великі дози снодійного (зґвалтування та вбивство в цьому випадку відбувалося вже після того, як жертва втрачала свідомість). Труп потім обкрадав, забираючи всі цінності та готівку, після чого розчленовував і ховав останки в будинку.
Перше вбивство Сіраїсі скоїв 22 або 23 серпня 2017 року, заманивши до своєї оселі 21-річну студентку, яку зґвалтував і задушив поясом від халата, після чого забрав у жертви 360 000 єн. 28 серпня 2017 року зґвалтував і задушив 15-річну школярку, труп якої розчленував і сховав у своєму будинку. 30 серпня 2017 року 20-річний хлопець першої жертви Сіраїсі зумів зв'язатися з ним, як з людиною, яка останньою бачила його дівчину живою. Вбивця запросив його на зустріч до свого дому, щоб поговорити про зникнення дівчини, під час розмови Сіраїсі запропонував співрозмовнику випити, принагідно підмішавши в напій снодійне. Дочекавшись, коли молодик втратить свідомість, задушив його, забрав 1000 єн, що були у жертви, і позбувся трупа.
16 вересня зґвалтував, задушив і пограбував на 200 єн у своєму будинку 19-річну студентку, 24 вересня зґвалтував, убив і пограбував 26-річну жінку, а вже 28 вересня — 17-річну школярку. 30 вересня 2017 року також убив ще одну 17-річну школярку. 18 жовтня 2017 року задушив і пограбував 25-річну жінку (за словами Сіраїсі, з усіх його жертв вона єдина добровільно вступала з ним в інтимний зв'язок, але злочинець все одно вбив її). Останнє вбивство Сіраїсі скоїв 23 жовтня 2017 року, зґвалтувавши, задушивши та пограбувавши у своєму будинку 23-річну дівчину.

## Арешт і суд
Офіційно всі жертви Такахіро Сіраїсі вважалися зниклими безвісти, поки не почалося розслідування зникнення 23-річної дівчини — останньої жертви Сіраїсі. Поліціянти змогли відстежити шлях дівчини вуличними камерами відеоспостереження (деякі з них були встановлені недалеко від будинку вбивці), 30 жовтня 2017 року співробітники поліції навідалися до будинку Сіраїсі, який зізнався в останньому та ще 8 вбивствах. У будинку вбивці поліціянти виявили понад 240 фрагментів людських останків у кількох великих морозильних камерах.

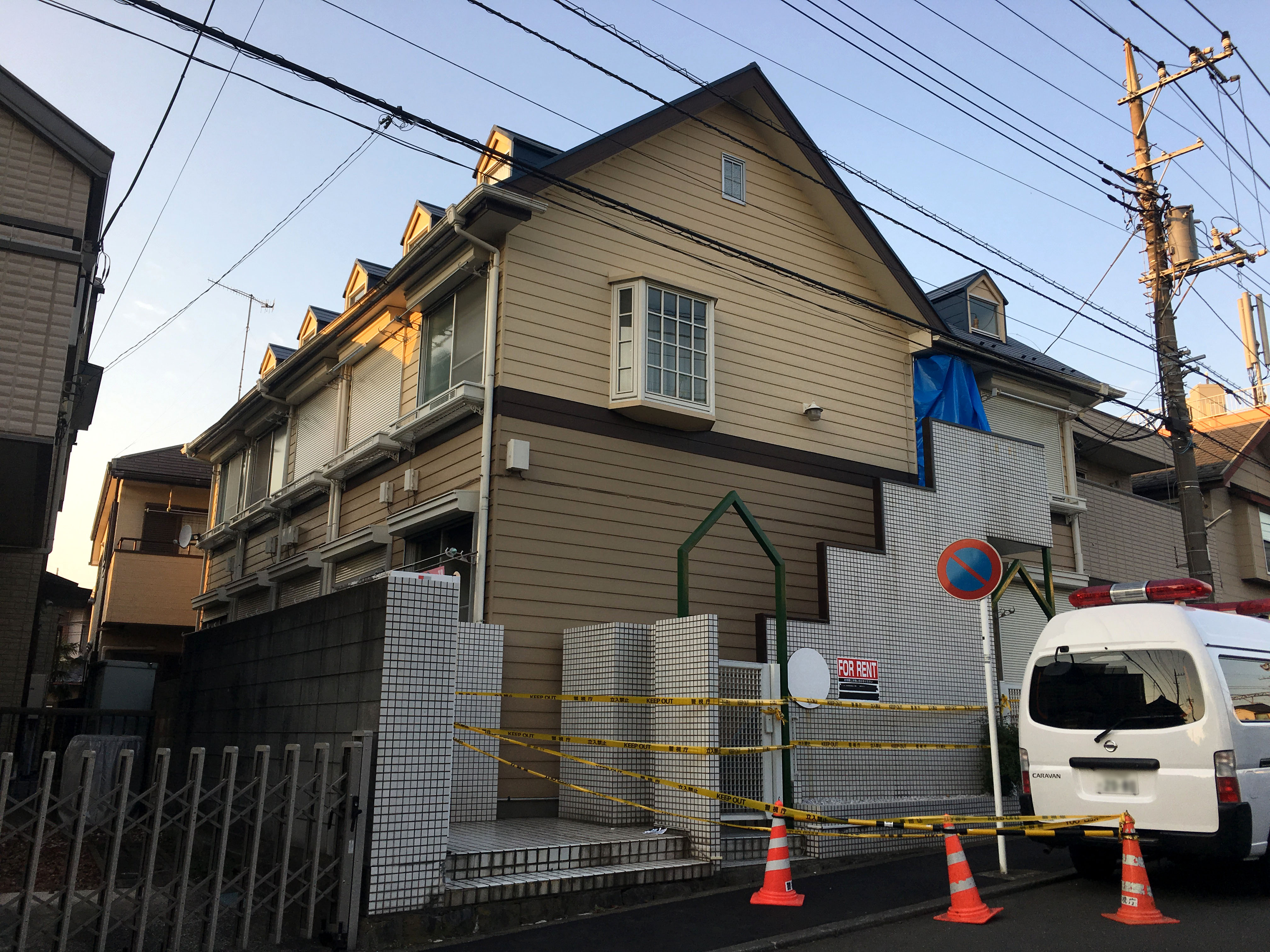
Будинок, де знайшли тіла жертв

31 жовтня 2017 року Такахіро Сіраїсі офіційно заарештували за підозрою у скоєнні 9 вбивств. Психіатрична експертиза, що тривала більше як 5 місяців, визнала його осудним. 10 вересня 2018 року Сіраїсі повністю визнав свою вину у скоєнні зґвалтувань, пограбувань та 9 вбивств, а також у спробі приховати сліди злочину, позбувшись тіл.
На судовому процесі, який розпочався 1 жовтня 2020 року, Сіраїсі повністю визнав вину у скоєнні 9 вбивств. Своєю чергою його адвокати заявили, що його жертви висловили згоду на те, щоб їх убили: покарання за вбивство за згодою жертви передбачає від шести місяців до семи років позбавлення волі. Однак сам Сіраїсі не погодився з адвокатами, заявивши, що його мотиви були корисливими і жертви не висловлювали згоди на вбивство; сам він не мав суїцидальних схильностей, хоча й намагався переконувати у цьому жертв. За заявою злочинця, «нервовими і стурбованими людьми, які висловлювали бажання накласти на себе руки, було легше маніпулювати».
15 грудня 2020 року суд Токіо засудив Такахіро Сіраїсі до страти. Після оголошення вироку Сіраїсі заявив, що відмовляється від подання апеляції. 5 січня 2021 року вирок остаточно затвердили.
27 червня 2025 року Такахіро Сіраїсі стратили через повішення.